# 이름뿐인 신자
이름뿐인 신자 또는 명목상의 신자(Nominal Christian)는 예수 그리스도를 개인적으로 자신의 구주로 받아들이는데 있어 회개와 믿음에 응하지 않는 사람으로, 교회의 일원으로 실천하거나 실천하지 않는 사람일 수 있다. 자신을 기본적인 기독교 교리에 동의하면서 기독교인으로 주장할 수 있다. 종교 의식이나 예배에 참가하는 데는 신실하고 교회일에 적극적으로 참여하는 일원일 수는 있다.

## 카페테리아 기독교
카페테리아 기독교(Cafeteria Christianity)란 기독교 신학의 교리들을 자신들의 취향에 따라서 선택하는 개인이나 교파에 대하여 사용하는 멸시적인 용어이다.

### 인쇄물에서의 최초의 사용
인쇄물에 처음 사용된 것은 1992년 잡지 《더 먼스》(The Month)인 것으로 보인다. 그러나 관련 용어 카페테리아 가톨릭주의가 이미 1986년 E. 마이클 존스의 《피델리티 매거진》(Fidelity Magazine)이 이미 등장하였다.

## 같이 보기
- 아디아포라
- 기독교 무신론
- 기독교 이신주의
- 동성애와 기독교
- 옛 언약의 기독교적 관점
- 이중언약 신학
- 해석학 (철학)
- 냉담자
- 율법주의
- 도덕주의적 심리치료적 이신론
- 새언약
- 새 포도주를 낡은 가죽부대에
- 기독교의 안식일
- 대체주의